# لا تنفك قطرات المطر تتساقط على رأسي
Raindrops Keep Fallin' on My Head والتي تترجم إلى العربية بمعنى  لا تنفكّ قطرات المطر تتساقط على رأسي هي أغنية ألفها هال دافيد وبورت باكاراك لفيلم من عام 1969 يدعى Butch Cassidy and the Sundance Kid. حازت الأغنية على جائزة الأوسكار كأفضل أغنية أصلية. كما حاز باكاراك على جائزة الأوسكار لأفضل موسيقى تصويرية عن الفيلم ذاته.